# Paracorythoderus endroedyi
Paracorythoderus endroedyi är en skalbaggsart som beskrevs av S. Endrödi 1991. Paracorythoderus endroedyi ingår i släktet Paracorythoderus och familjen Aphodiidae. Inga underarter finns listade i Catalogue of Life.